# Szeliga

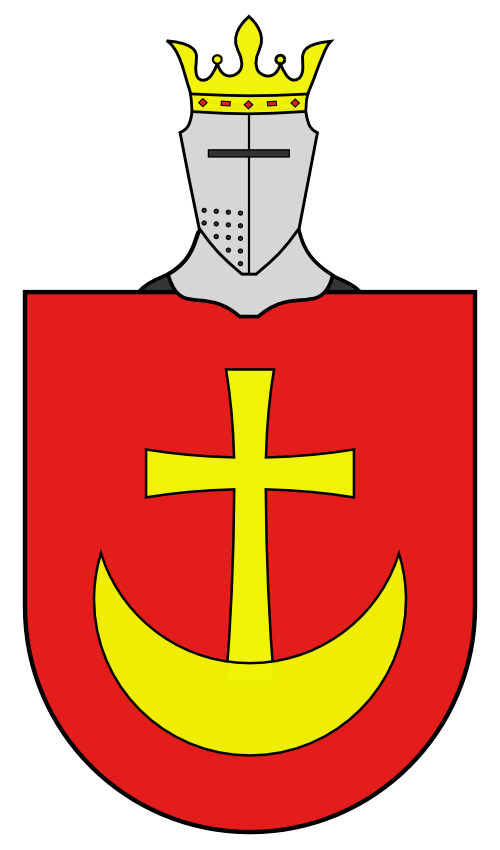

Szeliga - um brasão de armas polonês. Foi utilizado por diversas famílias durante o período da Comunidade polaco-lituana ou República das Duas Nações, Primeira República da Polônia.